# جون كونستابل

جون كونستابل: النهر والطاحونة في فلاتفورد (1817)

جون كونستابل (بالإنجليزية: John Constable)‏، عضو الأكاديمية الملكية للفنون (11 يونيو 1776 – 31 مارس 1837) هو رسَّام مناظر طبيعية إنجليزي من أتباع الحركة الطبيعية. وُلد في سوفولك، واشتهُر في الدرجة الأولى بسبب رسوماته للمناظر الطبيعية في وادي ديدهام، المنطقة المحيطة بمنزله –تعرف الآن بـ «بلد كونستابل»- التي وظفها بعاطفة شديدة. كتب لصديقه جون فيشر عام 1821 «يجب أن أرسم مناطقي الخاصة بأفضل شكل»، و«إنما كلمة رسمٍ مرادفة لكلمة إحساس». يعد كونستابل من أهم فناني الحركة الرومانتيكية في بلاده، اشتهر بلوحات الطبيعية عن الريف البريطاني.
تتضمن أشهر لوحات كونستابل حديقة ويفنهو في عام 1816، وادي ديدهام في عام 1802، وعربة التبن في عام 1821. رغم أن لوحاته من ضمن أشهر وأقيَم اللوحات في الفن البريطاني الآن، لم يحظ كونستابل بنجاح مادي. أصبح عضوًا في مؤسسة الأكاديمية الملكية بعد انتخابه في عمر 52. تبنى الفرنسيون أعماله، حيث باع في فرنسا أكثر منها في وطنه الأم إنجلترا وألهم مدرسة باربيزون.

## مستهل مسيرته المهنية
وُلد جون كونستابل في إيست بيرغولت، وهي قرية على نهر ستور في سوفولك، لكل من غولدن وآن (واتس) كونستابل. كان والده تاجر ذرة ثري، ومالك طاحونة فلاتفورد في إيست بيرغولت، وامتلك لاحقًا طاحونة ديدهام في إسكس. كان لدى غولدينغ كونستابل سفينة صغيرة، التلغراف، ترسو في ميستلي على مصب نهر ستور، وكان ينقل الذرة إلى لندن. كان أحد أبناء عمومة تاجر الشاي اللندني، أبرام نيومان. رغم أن كونستابل كان الابن الثاني لوالديه، كان أخوه الأكبر كان متخلفًا عقليًا، وكان من المتوقع أن يخلف جون والده في تجارته. بعد فترة وجيزة من الزمن في مدرسة داخلية في ليفينهام، انتسب إلى مدرسة خارجية في ديدهام. عمل كونستابل في تجارة الذرة بعد تركه المدرسة، لكن في النهاية استلم أخوه الأصغر أبرام إدارة المطاحن.
في شبابه، اشترك كونستابل في رحلات رسم للمبتدئين في الريف المحيط بسوفوك وإسكس، والذي أصبح موضوعًا لنسبة كبيرة من فنه. هذه المشاهد، عن لسان جون، «جعلتني رسامًا، وأنا ممتن»؛ «صوت الماء المندفع من سدود الطاحونة، أشجار الصفصاف، الألواح الخشبية القديمة البالية، الدعامات الموحلة، الأبنية الآجرّية، أحب هذه الأشياء.» تعرف إلى جورج بومونت، جامع تحف أراه لوحة كلود لورين هاغار والملاك المُثمنة، والتي ألهمت كونستابل. أثناء زيارته بعض الأقارب في ميدلسكس لاحقًا، تعرف على الفنان المحترف جون توماس سميث، الذي أسداه بعض النصائح في الرسم لكنه أيضًا ألحّ عليه ليبقى في تجارة والده بدلًا عن احتراف الفن.
في عام 1799، أقنع كونستابل والده بالسماح له بالسعي خلف حياة مهنية في الفن، وأعطاه راتبًا صغيرًا. بعد دخوله الأكاديمية الملكية بصفة متمرن، حضر دروسًا حياتية ودروس تشريح، ودرس وقلد الأساطين القدماء. من ضمن الأعمال التي ألهمته بالتحديد خلال هذه الفترة كانت لوحات لتوماس غينزبرة، كلود لورين، بيتر بول روبنس، أنيبيل كاراتشي وجاكوب فان روسيدل. توسع أيضًا في قراءة الشعر والمواعظ، وأثبت لاحقًا أنه فنان خطابةٍ بصورة ملحوظة.

عام 1802 رفض منصب أستاذ في الرسم في كلية غريت مارلو العسكرية، حركة اعتقد بينجامين ويست (أستاذ الأكاديمية الملكية وقتها) أنها كفيلة بإنهاء مسيرته المهنية. في ذلك العام، كتب كونستابل رسالة لجون دونثورن أفصح فيها عن قراره في أن يصبح رسام مناظر طبيعية محترف:
«أنفقتُ السنتين الآنفتين في ملاحقة الصور من جهة، والسعي خلف الحقيقة من جهة أخرى... لم أحاول تصوير الطبيعة بذات الرفعة الذهنية التي خططت لها، بل حاولت بدلًا عن ذلك جعل أدائي يشبه أداء أشخاص آخرين.. يوجد متسع من المكان لرسام الطبيعة. الخطيئة العظمى في أيامنا هذه هي البراعة، محاولة فعل شيء خلف حدود الحقيقة.»
يشترك أسلوبه في بداياته مع أسلوبه في أعمال نضوجه ببعض الصفات، من بينها نضارة الإضاءة، واللون واللمسة، ويظهر تأثره بتركيبيّة الأساطين القدماء الذين درس أعمالهم، وبصورة ملحوظة كلود لورين. كانت مواضيع كونستابل المعتادة المتجسدة في مشاهد من الحياة اليومية الطبيعية، غير متماشية مع عصر يبحث عن رؤى أكثر شاعرية لمناظر طبيعية برية أو آثار. وسافر في بعض الرحلات العرضية بعيدًا عن وطنه.
في عام 1803، عرض لوحات في الأكاديمية الملكية. قضى نحو شهر في أبريل على متن سفينة كوتس التابعة لإيست إينديامان، عندما زارت موانئ الجنوب الشرقي خلال إبحارها من لندن إلى ديل قبل السفر إلى الصين.
كانت طبيعته اجتماعية بشكل غريب ولم يشعر بالرضا عن المشاهد، لكنه لم يزخر بالارتباطات الإنسانية، وكان بحاجة إلى قرًى وكنائس وبيوت ريفية وأكواخ.
وليكسب مالًا يكفي معيشته، عمل في رسم الصور الشخصية، لكنه لم يحب ذلك، رغم أنه رسم العديد من الصور الشخصية الجيدة. رسم أيضًا صورًا دينية في بعض الأحيان، إلا أنه طبقًا لأقوال جون ووكر، «لا يمكن المغالاة بضعف كونستابل في الرسم الديني». اتخذ كونستابل روتينًا ينطوي على قضاء الشتاء في لندن والرسم صيفًا في إيست بيرغولت. زار جون فيشر وعائلته في سالزبوري للمرة الأولى عام 1811، وهي مدينة ألهمت كاتدرائيتها والمناظر الطبيعية المحيطة بها بعض رسوماته العظيمة.

## معرض صور

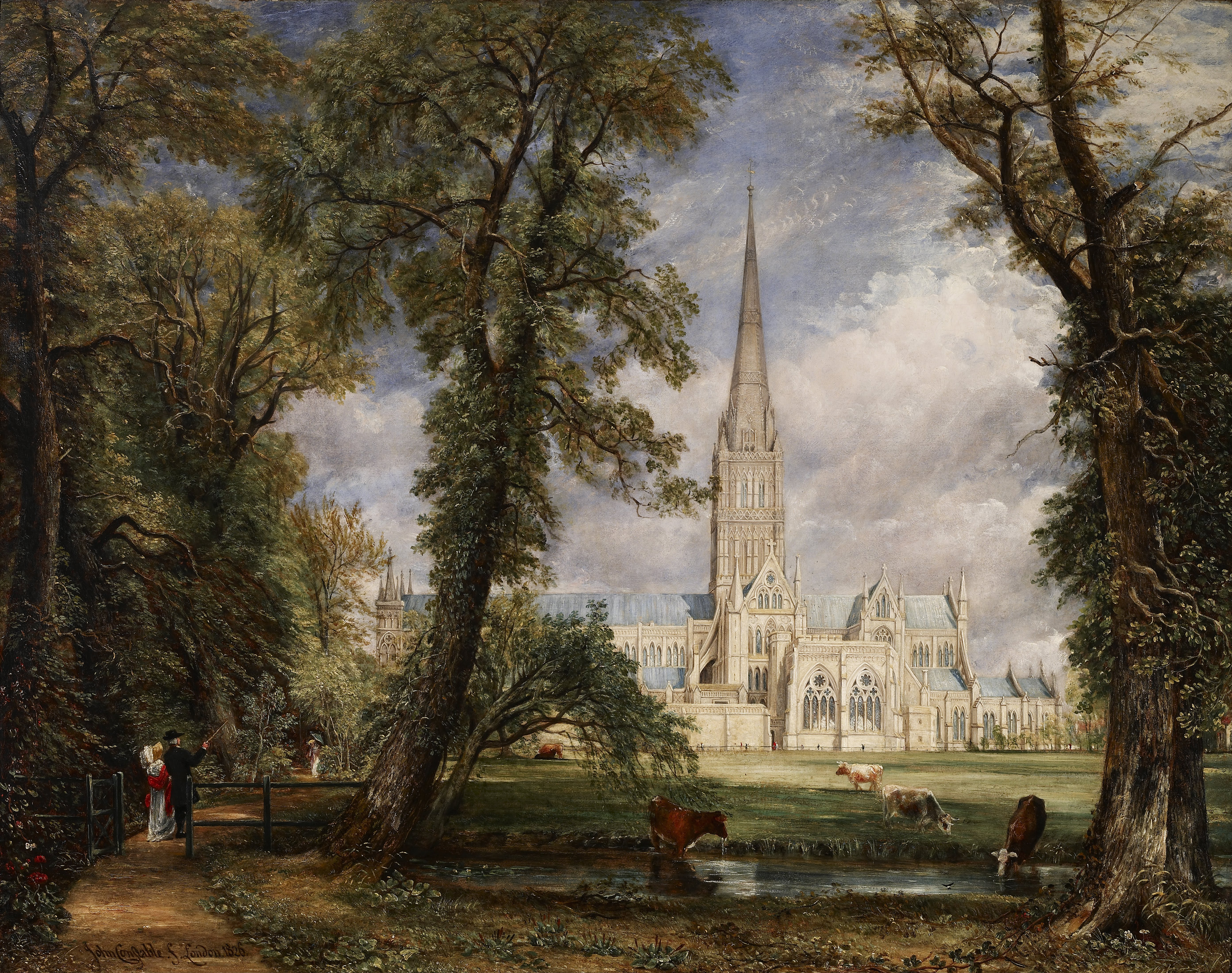
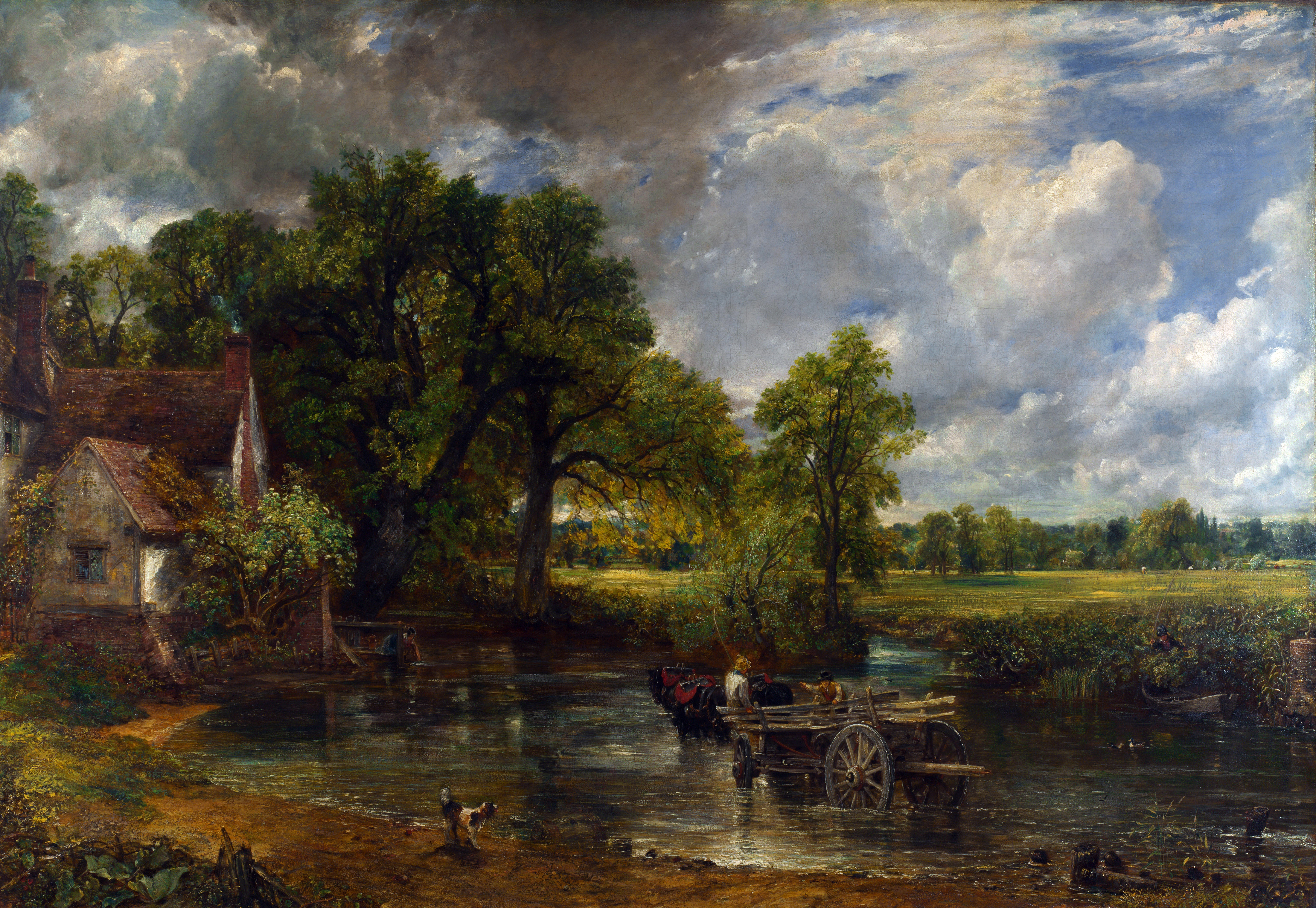
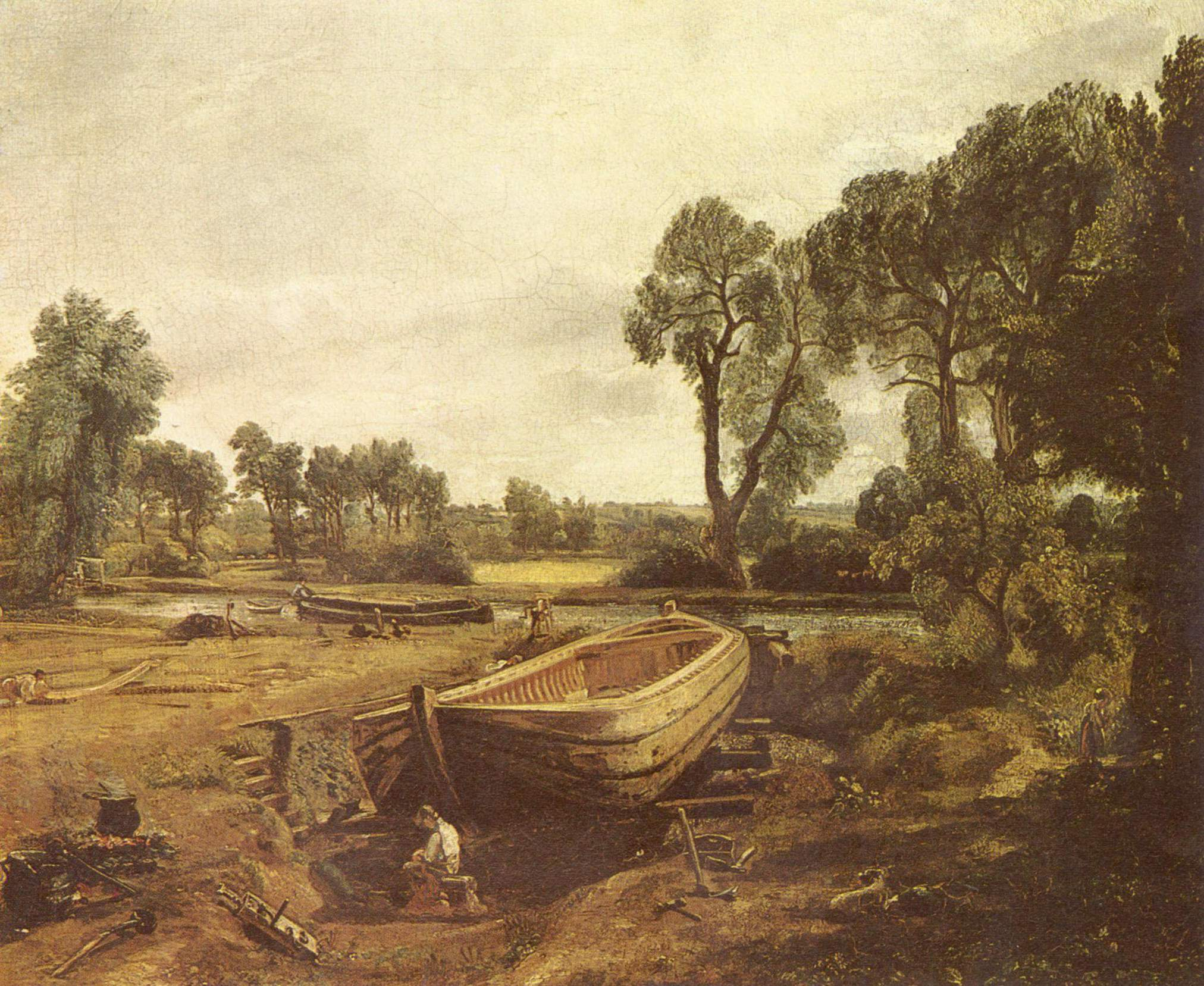
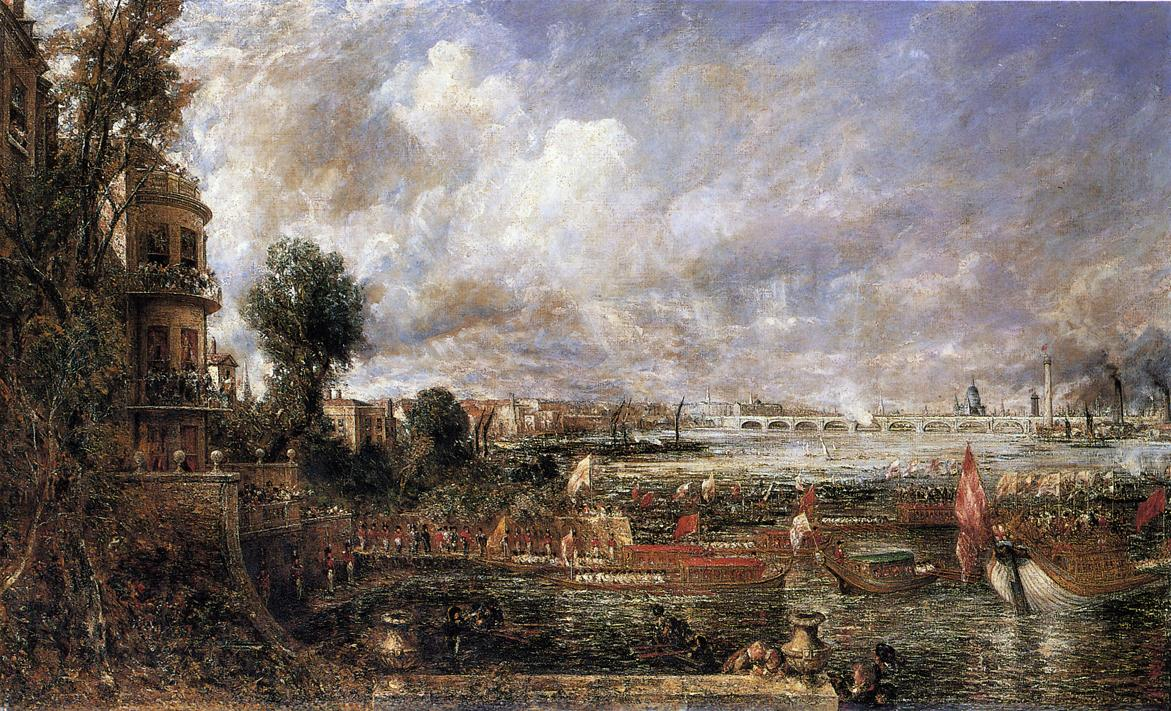

## روابط خارجية
- جون كونستابل على موقع الموسوعة البريطانية (الإنجليزية)
- جون كونستابل على موقع ميوزك برينز (الإنجليزية)
- جون كونستابل على موقع إن إن دي بي (الإنجليزية)
- جون كونستابل على موقع ديسكوغز (الإنجليزية)